# Henri Kontinen
Henri Kontinen, né le 19 juin 1990 à Helsinki, est un joueur de tennis finlandais professionnel depuis 2009.
Spécialiste du double, il a remporté vingt-quatre titres dans cette discipline dont l'Open d'Australie 2017 et deux Masters en 2016 et 2017 avec l'Australien John Peers et s'est classé à la première place mondiale du classement ATP en avril 2017. Il s'est également imposé en double mixte au tournoi de Wimbledon 2016 avec la Britannique Heather Watson.
Il est membre de l'équipe de Finlande de Coupe Davis depuis 2008. Il est le frère de Micke Kontinen, joueur professionnel entre 2010 et 2015.

## Carrière
Henri Kontinen se fait tout d'abord remarquer sur le circuit junior où il réalise ses meilleures performances en 2008 en remportant le tournoi de Roland-Garros associé à l'Indonésien Christopher Rungkat. Il s'incline ensuite en finale du tournoi de Wimbledon face à Grigor Dimitrov ainsi qu'aux Championnats d'Europe contre Guillaume Rufin et enfin à l'US Open en double avec Rungkat. Il obtient à l'issue de ce tournoi son meilleur classement, soit une quatrième place.
Il passe professionnel début 2009. Après un quart de finale à Tampere début août, il remporte son premier tournoi Future en Lituanie puis un second deux mois plus tard en Grande-Bretagne. En fin d'année, il est quart de finaliste à Jersey et demi-finaliste à Helsinki après avoir battu Jarkko Nieminen. En 2010, titré à trois reprises sur des Futures, il atteint les quarts de finale à Rhodes et à Helsinki, ainsi que les huitièmes de finale de l'Open de Bois-le-Duc. Invité par les organisateurs, il bat Dustin Brown (7-5, 2-6, 7-65) au premier tour avant de s'incliner contre Benjamin Becker. Il remporte cette année-là son premier tournoi en double sur le circuit Challenger à Loughborough.
Absent des courts pendant plusieurs mois début 2011 en raison d'une blessure au poignet, il subit également une opération au genou à la fin de l'année. Il rejoue un tournoi aux Pays-Bas en juin 2012 mais insuffisamment remis, il décide de mettre un terme à sa saison et il ne reprend sa carrière qu'en mai 2013. Il décide alors de se spécialiser en double, discipline moins exigeante physiquement dans laquelle il s'illustre rapidement en remportant trois tournois Challenger fin 2013 et quatre autres en 2014. Il intègre également le top 100, seulement 9 mois après sa reprise puis le top 50 en fin d'année. Après avoir atteint deux demi-finales, il remporte son premier titre ATP aux côtés de son compatriote Jarkko Nieminen à Kitzbühel. Entre la fin 2014 et juillet 2015, il fait équipe avec le Croate Marin Draganja et gagnent ensemble les tournois de Zagreb, Marseille et Barcelone. Avec Treat Conrad Huey, il s'impose à Saint-Pétersbourg et Kuala Lumpur.
En 2016, il s'associe à l'Australien John Peers avec qui il remporte trois tournois et atteint les quarts de finale à Wimbledon. Il remporte à ce même Grand Chelem l'épreuve du double mixte aux côtés de Heather Watson. Il décroche deux autres titres à Winston-Salem avec Guillermo García-López et à Saint-Pétersbourg avec Dominic Inglot. Il atteint ensuite la finale du Masters 1000 de Shanghai avec John Peers puis remporte le Masters 1000 de Paris-Bercy, ce qui lui permet de monter à la 10e place mondiale. Qualifiés tous les deux pour le Masters de Londres, ils finissent premier de leur poule en ne perdant aucun match. Ils éliminent en demi-finale les frères Bryan et remportent le tournoi des Maîtres pour leur première participation ensemble en écartant en finale Raven Klaasen et Rajeev Ram.
En 2017, il remporte l'Open d'Australie avec John Peers en battant en finale Bob et Mike Bryan. Après les deux Masters 1000 américains, il monte le 3 avril à la 1re place au classement mondial, devenant le premier Finlandais et le 50e joueur à occuper cette place. Demi-finaliste à Wimbledon, c'est une nouvelle fois sur dur qu'il obtient ses meilleurs résultats avec trois nouveaux titres dont un second en catégorie Masters 1000 à Shanghai. Au mois de novembre, il parvient à s'imposer de nouveau au Masters de Londres en dominant Łukasz Kubot et Marcelo Melo en finale. Ils sont ainsi la première équipe depuis les frères Bryan en 2003 à conserver le trophée.
Après une saison 2018 marquée par de nombreuses éliminations prématurées et un seul titre majeur à Toronto, il retrouve le succès en se qualifiant pour la finale de l'Open d'Australie 2019, s'inclinant contre Pierre-Hugues Herbert et Nicolas Mahut. Il restait alors sur une série de 10 finales sans défaites.

## Palmarès

### Titres en double messieurs
| 24 titres en double | 1 G. Chelem | 1 G. Chelem | 1 G. Chelem | 1 G. Chelem | 2 Masters  | 2 Masters  | 2 Masters   | 2 Masters   | 3 Masters 1000 | 3 Masters 1000 | 3 Masters 1000 | 3 Masters 1000 | 6 ATP 500          | 6 ATP 500          | 6 ATP 500          | 6 ATP 500          | 12 ATP 250         | 12 ATP 250         | 12 ATP 250     | 12 ATP 250     | 0 JO           | 0 JO           | 0 JO           | 0 JO           |
| 24 titres en double | 19 sur dur  | 19 sur dur  | 19 sur dur  | 19 sur dur  | 19 sur dur | 19 sur dur | 1 sur gazon | 1 sur gazon | 1 sur gazon    | 1 sur gazon    | 1 sur gazon    | 1 sur gazon    | 4 sur terre battue | 4 sur terre battue | 4 sur terre battue | 4 sur terre battue | 4 sur terre battue | 4 sur terre battue | 0 sur moquette | 0 sur moquette | 0 sur moquette | 0 sur moquette | 0 sur moquette | 0 sur moquette |

| No | Date       | Nom et lieu du tournoi                        | Catégorie    | Dotation      | Surface      | Partenaire             | Finalistes                          | Score             |          |
| -- | ---------- | --------------------------------------------- | ------------ | ------------- | ------------ | ---------------------- | ----------------------------------- | ----------------- | -------- |
| 1  | 28-07-2014 | bet-at-home Cup Kitzbühel                     | ATP 250      | 426 605 €     | Terre (ext.) | Jarkko Nieminen        | Daniele Bracciali Andrey Golubev    | 6-1, 6-4          | Parcours |
| 2  | 02-02-2015 | PBZ Zagreb Indoors Zagreb                     | ATP 250      | 439 405 €     | Dur (int.)   | Marin Draganja         | Fabrice Martin Purav Raja           | 6-4, 6-4          | Parcours |
| 3  | 16-02-2015 | Open 13 Marseille                             | ATP 250      | 565 735 €     | Dur (int.)   | Marin Draganja         | Colin Fleming Jonathan Marray       | 6-4, 3-6, [10-8]  | Parcours |
| 4  | 20-04-2015 | Barcelona Open Banc Sabadell Barcelone        | ATP 500      | 1 993 230 €   | Terre (ext.) | Marin Draganja         | Jamie Murray John Peers             | 6-3, 66-7, [11-9] | Parcours |
| 5  | 21-09-2015 | St. Petersburg Open Saint-Pétersbourg         | ATP 250      | 1 030 000 $   | Dur (int.)   | Treat Conrad Huey      | Julian Knowle Alexander Peya        | 7-5, 6-3          | Parcours |
| 6  | 28-09-2015 | Malaysian Open Kuala Lumpur                   | ATP 250      | 937 835 $     | Dur (int.)   | Treat Conrad Huey      | Raven Klaasen Rajeev Ram            | 7-64, 6-2         | Parcours |
| 7  | 04-01-2016 | Brisbane International by Suncorp Brisbane    | ATP 250      | 404 780 $     | Dur (ext.)   | John Peers             | James Duckworth Chris Guccione      | 7-64, 6-1         | Parcours |
| 8  | 25-04-2016 | BMW Open by FWU AG Munich                     | ATP 250      | 463 520 €     | Terre (ext.) | John Peers             | Juan Sebastián Cabal Robert Farah   | 6-3, 3-6, [10-7]  | Parcours |
| 9  | 11-07-2016 | German Tennis Championships Hambourg          | ATP 500      | 1 388 830 €   | Terre (ext.) | John Peers             | Daniel Nestor Aisam-Ul-Haq Qureshi  | 7-5, 6-3          | Parcours |
| 10 | 21-08-2016 | Winston-Salem Open Winston-Salem              | ATP 250      | 639 255 $     | Dur (ext.)   | Guillermo García-López | Andre Begemann Leander Paes         | 4-6, 7-66, [10-8] | Parcours |
| 11 | 19-09-2016 | St. Petersburg Open Saint-Pétersbourg         | ATP 250      | 923 550 $     | Dur (int.)   | Dominic Inglot         | Andre Begemann Leander Paes         | 4-6, 6-3, [12-10] | Parcours |
| 12 | 31-10-2016 | BNP Paribas Masters Paris                     | Masters 1000 | 3 748 925 €   | Dur (int.)   | John Peers             | Pierre-Hugues Herbert Nicolas Mahut | 6-4, 3-6, [10-6]  | Parcours |
| 13 | 13-11-2016 | Barclays ATP World Tour Finals Londres        | Masters      | 7 000 000 €   | Dur (int.)   | John Peers             | Raven Klaasen Rajeev Ram            | 2-6, 6-1, [10-8]  | Parcours |
| 14 | 16-01-2017 | Australian Open Melbourne                     | G. Chelem    | 22 624 000 A$ | Dur (ext.)   | John Peers             | Bob Bryan Mike Bryan                | 7-5, 7-5          | Parcours |
| 15 | 31-07-2017 | Citi Open Washington                          | ATP 500      | 1 750 080 $   | Dur (ext.)   | John Peers             | Łukasz Kubot Marcelo Melo           | 7-65, 6-4         | Parcours |
| 16 | 02-10-2017 | China Open Pékin                              | ATP 500      | 3 028 080 $   | Dur (ext.)   | John Peers             | John Isner Jack Sock                | 6-3, 3-6, [10-7]  | Parcours |
| 17 | 08-10-2017 | Shanghai Rolex Masters Shanghai               | Masters 1000 | 5 924 890 $   | Dur (ext.)   | John Peers             | Łukasz Kubot Marcelo Melo           | 6-4, 6-2          | Parcours |
| 18 | 12-11-2017 | Nitto ATP Finals Londres                      | Masters      | 8 000 000 $   | Dur (int.)   | John Peers             | Łukasz Kubot Marcelo Melo           | 6-4, 6-2          | Parcours |
| 19 | 31-12-2017 | Brisbane International by Suncorp Brisbane    | ATP 250      | 468 910 $     | Dur (ext.)   | John Peers             | Leonardo Mayer Horacio Zeballos     | 3-6, 6-3, [10-2]  | Parcours |
| 20 | 18-06-2018 | Fever-Tree Championships Londres              | ATP 500      | 1 983 595 €   | Gazon (ext.) | John Peers             | Jamie Murray Bruno Soares           | 6-4, 6-3          | Parcours |
| 21 | 06-08-2018 | Rogers Cup presented by National Bank Toronto | Masters 1000 | 5 315 025 $   | Dur (ext.)   | John Peers             | Raven Klaasen Michael Venus         | 6-2, 67-7, [10-6] | Parcours |
| 22 | 11-02-2019 | ABN AMRO World Tennis Tournament Rotterdam    | ATP 500      | 1 961 160 €   | Dur (int.)   | Jérémy Chardy          | Jean-Julien Rojer Horia Tecău       | 7-65, 7-64        | Parcours |
| 23 | 14-10-2019 | Intrum Stockholm Open Stockholm               | ATP 250      | 635 750 €     | Dur (int.)   | Édouard Roger-Vasselin | Mate Pavić Bruno Soares             | 6-4, 6-2          | Parcours |
| 24 | 22-02-2021 | Open Sud de France Montpellier                | ATP 250      | 481 270 €     | Dur (int.)   | Édouard Roger-Vasselin | Jonathan Erlich Andrei Vasilevski   | 6-2, 7-5          | Parcours |

### Finales en double messieurs
| No | Date       | Nom et lieu du tournoi                     | Catégorie    | Dotation     | Surface      | Vainqueurs                           | Partenaire         | Score              |          |
| -- | ---------- | ------------------------------------------ | ------------ | ------------ | ------------ | ------------------------------------ | ------------------ | ------------------ | -------- |
| 1  | 15-09-2014 | Moselle Open Metz                          | ATP 250      | 426 605 €    | Dur (int.)   | Mariusz Fyrstenberg Marcin Matkowski | Marin Draganja     | 63-7, 6-3, [10-8]  | Parcours |
| 2  | 20-10-2014 | Swiss Indoors Basel Bâle                   | ATP 500      | 1 458 610 €  | Dur (int.)   | Vasek Pospisil Nenad Zimonjić        | Marin Draganja     | 7-613, 1-6, [10-5] | Parcours |
| 3  | 03-08-2015 | Generali Open Kitzbühel                    | ATP 250      | 439 405 €    | Terre (ext.) | Nicolás Almagro Carlos Berlocq       | Robin Haase        | 5-7, 6-3, [11-9]   | Parcours |
| 4  | 10-10-2016 | Shanghai Rolex Masters Shanghai            | Masters 1000 | 5 452 985 $  | Dur (ext.)   | John Isner Jack Sock                 | John Peers         | 6-4, 6-4           | Parcours |
| 5  | 27-01-2019 | Australian Open Melbourne                  | G. Chelem    | 3 537 000 $A | Dur (ext.)   | Pierre-Hugues Herbert Nicolas Mahut  | John Peers         | 6-4, 7-61          | Parcours |
| 6  | 10-02-2020 | ABN AMRO World Tennis Tournament Rotterdam | ATP 500      | 2 013 855 €  | Dur (int.)   | Pierre-Hugues Herbert Nicolas Mahut  | Jan-Lennard Struff | 7-65, 4-6, [10-7]  | Parcours |

### Titre en double mixte
| No | Date       | Nom et lieu du tournoi      | Catégorie | Dotation     | Surface      | Partenaire     | Finalistes                       | Score     |          |
| -- | ---------- | --------------------------- | --------- | ------------ | ------------ | -------------- | -------------------------------- | --------- | -------- |
| 1  | 01-07-2016 | The Championships Wimbledon | G. Chelem | 13 163 000 £ | Gazon (ext.) | Heather Watson | Anna-Lena Grönefeld Robert Farah | 7-65, 6-4 | Parcours |

### Finale en double mixte
| No | Date       | Nom et lieu du tournoi      | Catégorie | Dotation     | Surface      | Vainqueurs                  | Partenaire     | Score    |          |
| -- | ---------- | --------------------------- | --------- | ------------ | ------------ | --------------------------- | -------------- | -------- | -------- |
| 1  | 07-07-2017 | The Championships Wimbledon | G. Chelem | 14 840 000 £ | Gazon (ext.) | Martina Hingis Jamie Murray | Heather Watson | 6-4, 6-4 | Parcours |

## Parcours dans les tournois duGrand Chelem

### En simple
N'a jamais participé à un tableau final.

### En double
| Année | Open d'Australie                  | Open d'Australie            | Internationaux de France          | Internationaux de France      | Wimbledon                        | Wimbledon                      | US Open                       | US Open                        |
| ----- | --------------------------------- | --------------------------- | --------------------------------- | ----------------------------- | -------------------------------- | ------------------------------ | ----------------------------- | ------------------------------ |
| 2014  | —                                 | —                           | 2e tour (1/16) J. Nieminen        | F. López Jürgen Melzer        | 1er tour (1/32) J. Nieminen      | J.-J. Rojer Horia Tecău        | 1er tour (1/32) J. Nieminen   | V. Pospisil Jack Sock          |
| 2015  | 1er tour (1/32) M. Draganja       | Alex Bolt A. Whittington    | 2e tour (1/16) M. Draganja        | M. González André Sá          | 1er tour (1/32) M. Draganja      | L. Hewitt T. Kokkinakis        | 1er tour (1/32) H. Zeballos   | Sam Groth L. Hewitt            |
| 2016  | 2e tour (1/16) John Peers         | Sam Groth L. Hewitt         | 2e tour (1/16) John Peers         | Brian Baker M. Daniell        | 1/4 de finale John Peers         | P.-H. Herbert Nicolas Mahut    | 2e tour (1/16) John Peers     | R. Lindstedt A.-U.-H. Qureshi  |
| 2017  | Victoire John Peers               | Bob Bryan Mike Bryan        | 1er tour (1/32) John Peers        | D. Marrero T. Robredo         | 1/2 finale John Peers            | Łukasz Kubot Marcelo Melo      | 1/2 finale John Peers         | J.-J. Rojer Horia Tecău        |
| 2018  | 2e tour (1/16) John Peers         | Radu Albot Chung Hyeon      | 1/4 de finale John Peers          | F. López Marc López           | 1er tour (1/32) John Peers       | Máximo González Nicolás Jarry  | 2e tour (1/16) John Peers     | Jérémy Chardy Fabrice Martin   |
| 2019  | Finale John Peers                 | P.-H. Herbert Nicolas Mahut | 1/8 de finale John Peers          | Rajeev Ram Joe Salisbury      | 1/4 de finale John Peers         | Raven Klaasen Michael Venus    | 2e tour (1/16) John Peers     | Leonardo Mayer João Sousa      |
| 2020  | 1/4 de finale J.-L. Struff        | Rajeev Ram Joe Salisbury    | 1er tour (1/32) J.-L. Struff      | Ivan Dodig Filip Polášek      | Annulé                           | Annulé                         | —                             | —                              |
| 2021  | 1er tour (1/32) É. Roger-Vasselin | R. Berankis M. Kukushkin    | 1er tour (1/32) É. Roger-Vasselin | Marcelo Arévalo M. Middelkoop | 2e tour (1/16) É. Roger-Vasselin | Simone Bolelli Máximo González | 1er tour (1/32) H. Heliövaara | Dominic Inglot Austin Krajicek |

N.B. : le nom du partenaire se trouve sous le résultat ; le nom des ultimes adversaires se trouve à droite.

### En double mixte
| Année | Open d'Australie            | Open d'Australie            | Internationaux de France      | Internationaux de France    | Wimbledon                       | Wimbledon                      | US Open                        | US Open                    |
| ----- | --------------------------- | --------------------------- | ----------------------------- | --------------------------- | ------------------------------- | ------------------------------ | ------------------------------ | -------------------------- |
| 2014  | —                           | —                           | —                             | —                           | 1er tour (1/32) A. Kudryavtseva | O. Kalashnikova Chris Guccione | —                              | —                          |
| 2015  | —                           | —                           | 1/2 finale Zheng Jie          | Lucie Hradecká M. Matkowski | 2e tour (1/16) Zheng Jie        | Raluca Olaru Michael Venus     | 1/4 de finale Hsieh Su-wei     | Chan Yung-jan R. Bopanna   |
| 2016  | —                           | —                           | 2e tour (1/8) Chuang C-j.     | C. Vandeweghe Bob Bryan     | Victoire H. Watson              | A.-L. Grönefeld Robert Farah   | 1er tour (1/16) K. Srebotnik   | Chan Hao-ching Max Mirnyi  |
| 2017  | —                           | —                           | —                             | —                           | Finale H. Watson                | Martina Hingis Jamie Murray    | 1er tour (1/16) H. Watson      | G. Dabrowski Rohan Bopanna |
| 2018  | 2e tour (1/8) K. Peschke    | A. Spears J. S. Cabal       | 1er tour (1/16) M. Buzărnescu | Xu Yifan O. Marach          | 1/8 de finale H. Watson         | Latisha Chan Ivan Dodig        | 1er tour (1/16) Chan Hao-ching | Cori Gauff C. Eubanks      |
| 2019  | —                           | —                           | —                             | —                           | 2e tour (1/16) H. Watson        | Zhang Shuai J. Peers           | 1/4 de finale Demi Schuurs     | Samantha Stosur Rajeev Ram |
| 2020  | 1/2 finale G. Dabrowski     | B. Krejčíková Nikola Mektić | Annulé                        | Annulé                      | Annulé                          | Annulé                         | Annulé                         | Annulé                     |
| 2021  | 1er tour (1/16) Y. Shvedova | B. Krejčíková Rajeev Ram    | —                             | —                           | 1er tour (1/32) H. Watson       | Harriet Dart Joe Salisbury     | —                              | —                          |

N.B. : le nom de la partenaire se trouve sous le résultat ; le nom des ultimes adversaires se trouve à droite.

## Participation auMasters

### En double
| Année | Ville              | Surface    | Partenaire | Résultats | Résultat final                 |
| ----- | ------------------ | ---------- | ---------- | --------- | ------------------------------ |
| 2016  | Londres (O2 Arena) | Dur indoor | John Peers | 5v, 0d    | Vainqueur                      |
| 2017  | Londres (O2 Arena) | Dur indoor | John Peers | 4v, 1d    | Vainqueur                      |
| 2018  | Londres (O2 Arena) | Dur indoor | John Peers | 0v, 1d    | Éliminé en poules (remplaçant) |

## Parcours dans lesMasters 1000

### En double
| Année | Indian Wells                  | Indian Wells     | Miami                  | Miami          | Monte-Carlo              | Monte-Carlo       | Madrid                   | Madrid         | Rome                     | Rome                  | Canada              | Canada              | Cincinnati            | Cincinnati             | Shanghai            | Shanghai        | Paris                 | Paris            |
| ----- | ----------------------------- | ---------------- | ---------------------- | -------------- | ------------------------ | ----------------- | ------------------------ | -------------- | ------------------------ | --------------------- | ------------------- | ------------------- | --------------------- | ---------------------- | ------------------- | --------------- | --------------------- | ---------------- |
| 2015  | 1er tour (1/16) Bautista-Agut | Isner Querrey    | 1/4 de finale Draganja | Pospisil Sock  | 1er tour (1/16) Draganja | Dimitrov Mirnyi   | 1er tour (1/16) Draganja | Bopanna Mergea | 1er tour (1/16) Draganja | Anderson Chardy       | —                   | —                   | —                     | —                      | —                   | —               | —                     | —                |
| 2016  | 1er tour (1/16) Peers         | Bellucci Pella   | 1er tour (1/16) Peers  | Čilić Draganja | 1/4 de finale Peers      | Cabal Farah       | 1/4 de finale Peers      | Bopanna Mergea | 1er tour (1/16) Peers    | Kohlschreiber Troicki | 1/4 de finale Peers | Dodig Melo          | 1er tour (1/16) Peers | Pouille Tsonga         | Finale Peers        | Isner Sock      | Victoire Peers        | Herbert Mahut    |
| 2017  | 1/4 de finale Peers           | Müller Querrey   | 1/8 de finale Peers    | Monroe Sock    | 1/4 de finale Peers      | Bopanna Cuevas    | 1/4 de finale Peers      | López          | 1/2 finale Peers         | Dodig Granollers      | 1/4 de finale Peers | Marach Pavić        | 1/4 de finale Peers   | Harrison Venus         | Victoire Peers      | Kubot Melo      | 1/4 de finale Peers   | Dodig Granollers |
| 2018  | 1er tour (1/16) Peers         | Mannarino Martin | 1/8 de finale Peers    | Mektić Peya    | 1/8 de finale Peers      | Cabal Farah       | 1/8 de finale Peers      | Mektić Peya    | 1/4 de finale Peers      | Murray Soares         | Victoire Peers      | Klaasen Venus       | 1/4 de finale Peers   | Kohlschreiber Verdasco | 1/8 de finale Peers | Lindstedt Thiem | 1/8 de finale Peers   | Isner Skupski    |
| 2019  | 1/8 de finale Peers           | Rojer Tecău      | 1er tour (1/16) Peers  | Ram Salisbury  | 1/8 de finale Peers      | Schwartzman Sousa | 1/8 de finale Peers      | Pella Sousa    | 1/4 de finale Peers      | Kubot Melo            | 1/8 de finale Peers | Granollers Zeballos | 1/4 de finale Peers   | Cabal Farah            | 1/8 de finale Peers | Klaasen Venus   | 1er tour (1/16) Peers | Hurkacz Struff   |
| 2020  | n.o.                          | n.o.             | n.o.                   | n.o.           | n.o.                     | n.o.              | n.o.                     | n.o.           | 1/8 de finale Struff     | Peers Venus           | n.o.                | n.o.                | —                     | —                      | n.o.                | n.o.            | —                     | —                |

N.B. : le nom du partenaire se trouve sous le résultat ; le nom des ultimes adversaires se trouve à droite.

## Classement ATP en fin de saison
| Année          | 2007 | 2008 | 2009 | 2010 | 2011 | 2012 | 2013 | 2014 | 2015 | 2016 | 2017 | 2018 | 2019 | 2020 |
| Rang en double | 701  | 590  | 248  | 279  | 775  | 1347 | 129  | 46   | 31   | 7    | 3    | 26   | 17   | 33   |

Source : (en) Classements de Henri Kontinen sur le site officiel de la Fédération internationale de tennis